# Tomas Pietrangeli
Tomas Pietrangeli (født 27. maj 1972) er administrerende direktør for Dagrofa-koncernen.
Pietrangeli er uddannet cand.merc. i International Marketing & Management (IMM) fra Handelshøjskolen i København. I 1996 blev hans ansat i Procter & Gamble og har efterfølgende været ansat i Royal Unibrew TDC, Reckitt Benckiser og Arla Foods, hvorefter han blev hentet til Dagrofa i 2018 som CEO.